# کاتانزارو

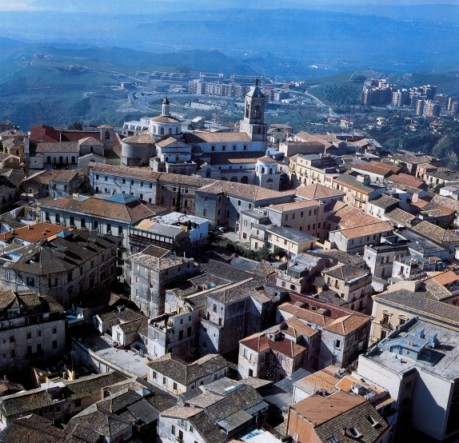
کاتانزارو.

کاتانزارو (به ایتالیایی: Catanzaro) (به یونانی: Κατανθέρος) یکی از شهرهای ایتالیا و مرکز منطقه و استان کالابریا است. این شهر با ۹۶٬۰۰۰ نفر جمعیت، به‌عنوان شهر دو دریا شناخته می‌شود.
کاتانزارو مرکز منطقهٔ بزرگ شهری است که برخی از شهرها نظیر «مارینا سلیا سوراتو» و «سیلاس» را دربرگرفته و جمعیت کل منطقه به ۱۵۶٬۱۹۶ نفر می‌رسد.